# Louis Blanc (metrostation)
Louis Blanc er en station på linje 7 og linje 7bis i metronettet i Paris, beliggende i 10. arrondissement. Stationen blev åbnet 23. november 1910.
Metrostationen er opkaldt efter historikeren og politikeren Louis Blanc (1811-1882).
Frem til 1967 havde linje 7 to grene, hvoraf den ene endte på stationen Porte de la Villette og den anden på Pré Saint-Gervais. I 1967 blev disse delt i to uafhængige linjer, og linjen til Pré Saint-Gervais (7bis) fik sin endestation her.

## Trafikforbindelser
- RATP